# 2019-es MTV Movie & TV Awards
A 2019-es MTV Movie & TV Awards díjátadó ünnepségét 2019. június 15-én tartották a kaliforniai Barker Hangar-ban, a házigazda Zachary Levi volt. A rendezvényt június 15-én felvették, de a tévében csak június 17-én mutatták be. A műsort az MTV, az MTV2, a VH1, a CMT, a BET, az MTV Classic, a TV Land, a Comedy Central, a Nick at Nite, a Paramount Network és a Logo TV csatorna közvetítette.

## Díjazottak és jelöltek
A nyertesek a táblázat első sorában, félkövérrel vannak jelölve.
| Legjobb film | Legjobb sorozat |
| --- | --- |
| - Bosszúállók: Végjáték - Csuklyások – BlacKkKlansman - Pókember: Irány a Pókverzum! - A fiúknak, akiket valaha szerettem - Mi | - Trónok harca - Hormonokkal túlfűtve - A Hill-ház szelleme - Riverdale - Schitt's Creek |
| Legjobb színész filmben | Legjobb színész sorozatban |
| - Lady Gaga – Csillag születik - Sandra Bullock – Madarak a dobozban - Lupita Nyong’o – Mi - Rami Malek – Bohém rapszódia - Amandla Stenberg – A gyűlölet, amit adtál                                                                             | - Elisabeth Moss – A szolgálólány meséje - Emilia Clarke – Trónok harca - Gina Rodriguez – Szeplőtelen Jane - Kiernan Shipka – Sabrina hátborzongató kalandjai - †Jason Mitchell – The Chi                                                                          |
| Legjobb hős | Legjobb gonosz |
| - Robert Downey Jr. – Bosszúállók: Végjáték - Brie Larson – Marvel Kapitány - John David Washington – Csuklyások – BlacKkKlansman - Maisie Williams – Trónok harca - Zachary Levi – Shazam!                                                       | - Josh Brolin – Bosszúállók: Végjáték - Penn Badgley – Te - Jodie Comer – Megszállottak viadala - Joseph Fiennes – A szolgálólány meséje - Lupita Nyong’o – Mi |
| Legjobb csók | Legjobb harc |
| - Noah Centineo és Lana Condor – A fiúknak, akiket valaha szerettem - Jason Momoa és Amber Heard – Aquaman - Charles Melton és Camila Mendes – Riverdale - Ncuti Gatwa és Connor Swindells – Szexoktatás - Tom Hardy és Michelle Williams – Venom | - Brie Larson vs. Gemma Chan – Marvel Kapitány - Josh Brolin vs. Chris Evans – Bosszúállók: Végjáték - Maisie Williams vs. mások – Trónok harca - Ruth Bader Ginsburg vs. egyenlőtlenség – RGB - Becky Lynch vs. Ronda Rousey vs. Charlotte Flair – WrestleMania 35 |
| Legjobb szarrá ijedt alakítás | Legjobb műsorvezető |
| - Sandra Bullock – Madarak a dobozban - Linda Cardellini – A gyászoló asszony átka - Rhian Rees – Halloween - Victoria Pedretti – A Hill-ház szelleme - Alex Wolff – Örökség                                                                      | - Nick Cannon – Wild N Out - Gayle King – CBS This Morning - Trevor Noah – The Daily Show - Nick Cannon – The Masked Singer - RuPaul – RuPaul’s Drag Race |
| Legjobb reality | Legjobb dokumentumfilm |
| - Love & Hip Hop: Atlanta - Jersey Shore: Family Vacation - A nagy ő! - The Challenge - Vanderpump Rules | - Surviving R. Kelly - At the Heart of Gold: Inside the USA Gymnastics Scandal - McQueen - Minding the Gap - RGB |
| Leghumorosabb alakítás | Áttörő előadás |
| - Dan Levy – Schitt's Creek - Awkwafina – Kőgazdag ázsiaiak - John Mulaney – Hormonokkal túlfűtve - Marsai Martin – Little - Zachary Levi – Shazam!                                                                                               | - Noah Centineo – A fiúknak, akiket valaha szerettem - Awkwafina – Kőgazdag ázsiaiak - Ncuti Gatwa – Szexoktatás - Haley Lu Richardson – Két lépés távolság - MJ Rodriguez – Póz                                                                                    |
| Legjobb valódi hős | Legmémesebb jelenet |
| - Ruth Bader Ginsburg – RGB - Alex Honnold – Free Solo – Mászókötél nélkül - Hannah Gadsby – Hannah Gadsby: Nanette - Roman Reigns – WWE SmackDown - Serena Williams – Being Serena                                                               | - A nagy ő! - Lindsay Lohan's Beach Club - Love & Hip Hop: Hollywood - RGB - RuPaul’s Drag Race |
| Legjobb zenés jelenet | |
| - Csillag születik - Bohém rapszódia - Marvel Kapitány - Sabrina hátborzongató kalandjai - On My Block - Riverdale - Pókember: Irány a Pókverzum! - Az Esernyő Akadémia                                                                           | |

- Megjegyzés: † Jason Mitchell jelölését visszavonták 2019. május 29-én magatartásbéli problémák miatt[2]

### MTV Trailblazer Award
- Jada Pinkett Smith[3]

### MTV Generation Award
- Dwayne Johnson[4]

## Statisztika

### Egynél több jelöléssel bíró filmek
- 4 jelölés: Bosszúállók: Végjáték, RGB
- 3 jelölés: Marvel Kapitány; A fiúknak, akiket valaha szerettem; Mi
- 2 jelölés: Madarak a dobozban, Csuklyások – BlacKkKlansman, Bohém rapszódia, Kőgazdag ázsiaiak, Shazam!, Pókember: Irány a Pókverzum!, Csillag születik

### Egynél több jelöléssel bíró sorozatok
- 4 jelölés: Trónok harca
- 3 jelölés: Riverdale
- 2 jelölés: A nagy ő!, Hormonokkal túlfűtve, Sabrina hátborzongató kalandjai, A szolgálólány meséje, A Hill-ház szelleme, RuPaul's Drag Race, Schitt's Creek, Szexoktatás